# ルドルフ・フォン・ベニヒゼン

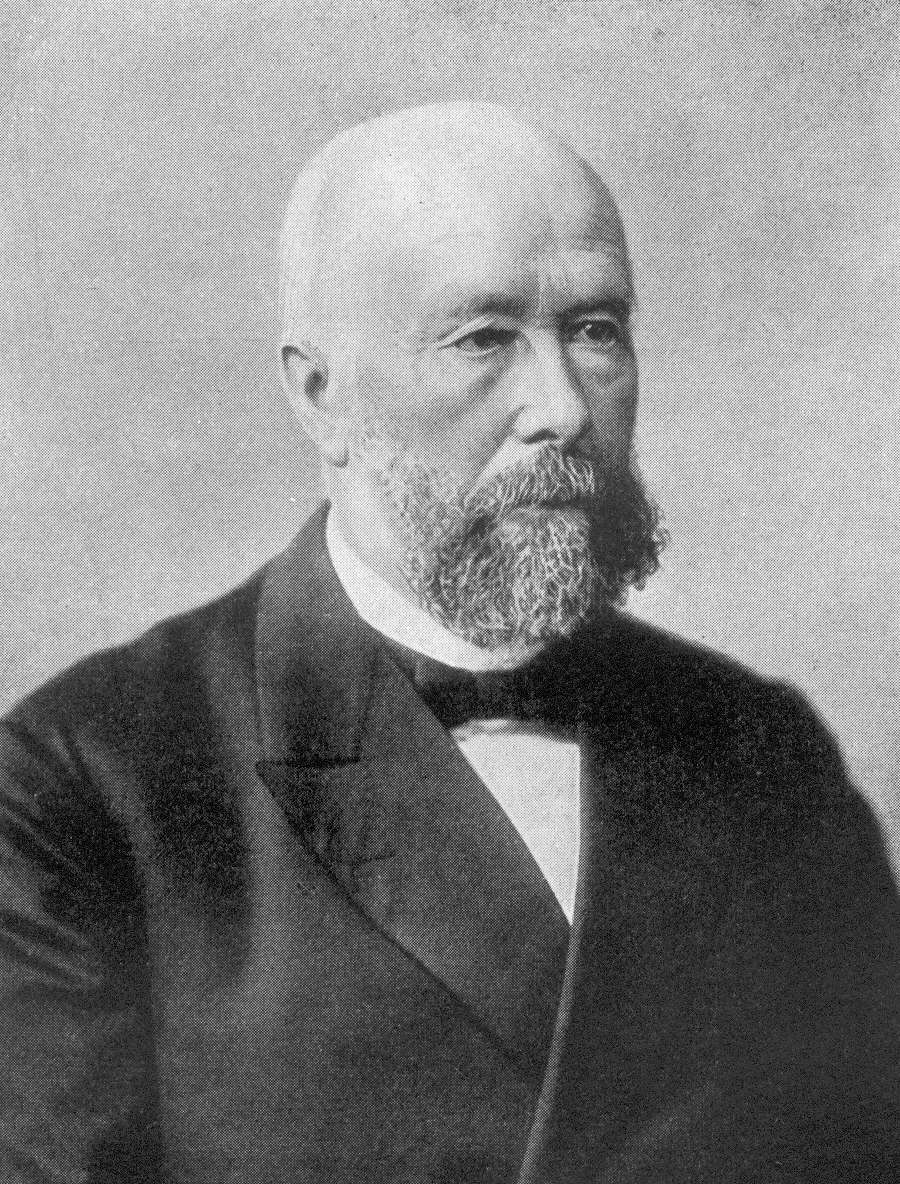
ルドルフ・フォン・ベニヒゼン、1900年頃。

ルドルフ・フォン・ベニヒゼン（ドイツ語: Rudolf von Bennigsen、1824年7月10日 リューネブルク - 1902年8月7日 ベニヒゼン）は、ハノーファー王国とドイツ帝国の政治家。ベニヒゼン家出身。

## 生涯
1824年7月10日、リューネブルクで生まれた。父のカール・フォン・ベニヒゼンはハノーファー軍で少将まで昇進したほか、外交官も務めていた。ベニヒゼンはゲッティンゲン大学で法学を学んだ後、ハノーファー王国の裁判官になった。1855年にハノーファー下院議員に当選したが、政府はベニヒゼンが議員業務のために休暇を取ることを拒否したため、彼は公務員を辞任した。彼はすぐに野党である自由主義派の指導者になり、反動的な政府に対抗した。1859年、ドイツ国民協会を創設して会長を務めた。協会は仏墺戦争への大衆の熱狂で成立したものであり、祖国ドイツの統一と憲法上の自由を目標とした。協会の設立によりドイツ国内の中道自由派が連合して大きな政治力を持つにいたり、ハノーファー王ゲオルク5世はそれを抑えようとしたが失敗した。
1866年に普墺戦争が勃発すると、ベニヒゼンは影響力を発揮してハノーファーを中立にとどまらせようとしたが失敗、ハノーファーはオーストリア帝国側で参戦した。同年5月、オットー・フォン・ビスマルクがドイツ連邦の改革を求めてベニヒゼンと面会した。普墺戦争が終結すると、ハノーファーが併合されたためベニヒゼンはプロイセン国民になり、北ドイツ連邦議会とプロイセン衆議院の議員になった。元ハノーファー国民で議会入りを果たして主導的な役割を果たしたのはベニヒゼンのほか、ヨハンネス・フォン・ミーケルとルートヴィヒ・ヴィントホルストもいた。ベニヒゼンは議会でハノーファー州の自治権をできるだけ確保しようとしたが、ドイツ＝ハノーファー党には強く反対した。
ドイツ国民協会は目的を達成したので解散されたが、ベニヒゼンは今度は国民自由党の結成を主導した。国民自由党はビスマルクの文化闘争を支持したが、同時にドイツの憲政の発展を求めた。以降ベニヒゼンは国民自由党の党首を30年間務め、国内の制度が確立されていく間にビスマルクと議会が決裂しないよう貢献した。憲法改正の多くが憲法に関する弁論中にベニヒゼンが提出したものだった。1870年、国民自由党の党勢を強化するためにドイツ南部を訪れた。1874年の帝国軍事法案に関する妥協もベニヒゼンによるものであり、1873年から1879年まではプロイセン衆議院の議長を務めた。1877年、プロイセン内閣で帝国宰相になるよう打診されたが、ベニヒゼンが出した条件にビスマルクと皇帝ヴィルヘルム1世が承諾しなかったため立ち消えとなり、以降は政府との関係が冷たくなり1878年の第一次社会主義者鎮圧法が否決されるきっかけとなった。
1883年、ビスマルクの議会軽視と政府の反動政策に反対して議員を辞任したが、1887年に国民主義政党の連立を支持するために復帰、中央党と協調した。1888年にヴィルヘルム2世がドイツ皇帝に即位すると、ベニヒゼンはハノーファー州首相に任命された。1897年に辞任して引退、1902年8月7日に死去した。